# Zwillings-Ehemänner
Zwillings-Ehemänner ist ein US-amerikanischer Kriminalfilm aus dem Jahr 1933 von Frank R. Strayer mit John Miljan und Shirley Grey in den Hauptrollen. Der Pre-Code-Film wurde von Invincible Pictures produziert und basiert auf einer Originalstory von Robert Ellis.

## Handlung
Ein Mann wacht verwirrt in einer Villa auf Long Island auf. Er findet einen Kalender mit der Jahreszahl 1938 und Hinweise, dass er Jerry Werrenden heißt. Seine letzte Erinnerung stammt jedoch aus dem Jahr 1934. Ein Butler namens Greyson erklärt ihm, dass er der Besitzer der Villa und seit Monaten psychisch erkrankt sei. Schnell findet Jerry heraus, dass er entführt und unter Drogen gesetzt wurde. Greyson, als Butler angeheuert, soll ihn überzeugen, an Gedächtnisverlust zu leiden.
Jerry ist neugierig geworden und spielt das Spiel erstmal mit. Er lernt seine angebliche Ehefrau Chloe und seinen angeblichen Sekretär Colton Drain kennen. Chloe und Colton erkennen, dass Jerry ihnen auf die Schliche gekommen ist. Sie bieten ihm 10.000 Dollar an, wenn er den in Europa lebenden echten Werrenden spielt. Werrenden soll von dem Vermögensverwalter Colonel Lewis 200.000 Dollar in Obligationen erhalten. Jerry akzeptiert und belauscht ein Gespräch zwischen Chloe und Colton, bei dem sie von ihrer Zukunft in Südamerika sprechen. Bei dem Treffen wird Lewis mit einer gefälschten Unterschrift zur Überzeugung gebracht, den echten Werrenden vor sich zu haben. Er händigt ihm die Obligationen aus, die Jerry in einem Safe deponiert, dessen Kombination nur der echte Werrenden kennt.
In der folgenden Nacht überraschen Colton und Chloe zwei Einbrecher, Feets und Chuck, die sich am Safe zu schaffen machen. Als die beiden Jerry sehen, erkennen sie ihn als Sperling wieder, einen meisterlichen Safeknacker. Jerry lässt seine ehemaligen Kumpane entkommen, bevor die Polizei erscheint. Nach einer ersten Befragung ordnet Sergeant Kerrigan an, Jerry und Chloe zur Polizeizentrale zu bringen. Doch anstatt zur Polizei werden die beiden in Jerrys Haus gebracht. Jerry erklärt Chloe, dass der von ihm bestochene Greyson einen seiner Partner angerufen hat, der den Polizeisergeanten spielen soll. Er findet heraus, dass Chloe ihren Ehemann, einen Taugenichts, vor den betrügerischen Plänen Coltons beschützen will. Jerry nimmt sich Lewis vor und fragt ihn wegen der Obligationen aus. Lewis gesteht, Feets und Chuck engagiert zu haben, die Obligationen zu stehlen, mit denen er seine eigenen Schulden bezahlen wollte.
Jerry bricht in Coltons Kellerräume ein und findet Dokumente, die enthüllen, dass Colton Werrendens Tod verkünden will. Er kehrt zu Chloe, in die er sich verliebt hat, in die Villa zurück und zeigt ihr die Schriftstücke. Mit Hilfe von Chloe, Greyson und dem reumütigen Lewis kann Jerry die Polizei überzeugen, Werrenden zu sein und dass Colton einen Nervenzusammenbruch erlitten hat. Wegen seiner eigenen kriminellen Vergangenheit kann Jerry Colton nicht als Betrüger entlarven. Aber er bringt ihn dazu, sofort nach Südamerika zu verschwinden. Chloe ihrerseits überzeugt Jerry, bei ihr zu bleiben.

## Hintergrund
Gedreht wurde der Film ab dem 25. Januar 1933 in den Mack-Sennett-Studios in Hollywood.

## Veröffentlichung
Die Premiere des Films fand am 30. November 1933 statt. In der Bundesrepublik Deutschland wurde er am 23. Februar 1983 im deutschen Fernsehen ausgestrahlt.

## Kritiken
Die Variety bezeichnete die Geschichte, trotz des irreführenden Titels, als recht interessant. Die Action sei begrenzt, die Dialoge neigen zu Anklagen.
Das Lexikon des internationalen Films schrieb: „Verworrene Kriminalgeschichte. […] Frank Strayer, während der 30er Jahre Regisseur mehrerer B-Pictures, hat einen leidlich spannenden Kriminalfilm inszeniert, der aber nur in der Verkörperung der Hauptrolle vollends überzeugt.“